# دیوید راس لدرمن
دیوید راس لدرمن (انگلیسی: David Ross Lederman؛ ‏ زاده ۱۲ دسامبر ۱۸۹۴– درگذشته ۲۴ اوت ۱۹۷۲) کارگردان و تهیه‌کننده فیلم اهل ایالات متحده آمریکا بود. وی بین سال‌های ۱۹۲۵ تا ۱۹۶۰ میلادی فعالیت می‌کرد و در این مدت، بیش از یکصد فیلم کارگردانی نمود.
طبق بیشتر روایت‌ها، لدرمن مردی تا حدودی تندخو و بی‌پروا با بیزاری از برداشت‌های مجدد و رفتارهای کلیشه‌ای بود و چندین مرتبه با تیم مک‌کوی درگیر شد. او به خاطر شیوه فیلمبرداری سختگیرانه‌اش و ساخت فیلم‌ها سر وقت و با بودجه کمتر از بودجه تعیین‌شده، مشهور بود، که تنها می‌توانست به تضمین اشتغال دائمی او به عنوان کارگردان کمک کند، اما اغلب توسط منتقدان مورد انتقاد قرار می‌گرفت که چندین فیلمش شتاب‌زده بودند. فیلم‌های لدرمن به عنوان فیلم‌هایی با «نگاهی پاد-آرمان‌شهری به زندگی» و «انگیزه روایی بی‌رحم و سرسخت» توصیف شده‌اند.

## بخشی از فیلمشناسی
از فیلم‌های او می‌توان به گردباد، انتقام تارزان، بازگشت سوت‌زن اشاره نمود.